# Mama Fatima Singhateh

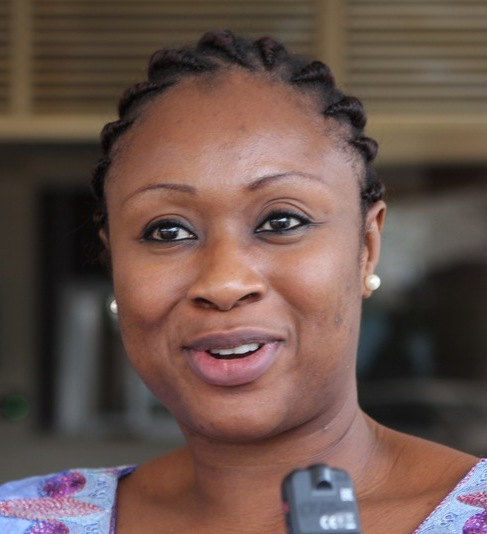
Mama Fatima Singhateh (2015)

Mama Fatima Singhateh ist eine gambische Juristin und Politikerin.

## Leben
Singhateh schloss ein Jurastudium an der University of Hull mit dem Bachelor of Laws und dem Master of Laws ab.
Von August 2009 bis 2012 war sie als Richterin am High Court tätig, im Anschluss daran am Court of Appeal.
Im August 2013 wurde sie als Nachfolgerin von Amie Joof Conteh zur Attorney General und Justizministerin von Gambia ernannt, jedoch im Februar 2014 durch Basirou Mahoney ersetzt. Im Januar 2015 übernahm sie nach einem gescheiterten Putschversuch gegen den Präsidenten von ihm dieses Amt erneut. Im Anschluss an die Regierungsübernahme von Adama Barrow Anfang 2017 wurde sie von Abubacarr Tambadou im Amt abgelöst.
Seit 1. Mai 2020 ist Singhateh UN-Sonderberichterstatterin betreffend Kinderhandel und Kinderprostitution.

## Auszeichnungen und Ehrungen
Sie ist Trägerin des Ordens Order of the Republic of The Gambia in der Stufe Member.
- 2016 – July 22nd Revolution Award[7]